# Pedetes surdaster
Pedetes surdaster és una espècie de mamífer rosegador de la família dels pedètids, que no està estretament relacionada amb la llebre, tot i la seva semblança.
No es coneixen amb certesa les amenaces per a la supervivència d'aquesta espècie.

## Taxonomia
Pedetes surdaster fou reconeguda com a espècie diferent de la rata llebre sud-africana per Matthee i Robinson el 1997, basant-se en diferències genètiques, morfològiques i etiològiques. La rata llebre sud-africana té menys cromosomes (2n=38) que P. surdaster (2n=40) i altres variacions genètiques. L'espècie fou confirmada per Dieterlen el 2005.

## Distribució i hàbitat
Viu a Kenya i a gran part de Tanzània. A Uganda només s'ha trobat un espècimen al mont Moroto, prop de la frontera amb Kenya. Viu des del nivell del mar fins a una alçada per sobre dels 2.000 metres. El seu hàbitat natural són els herbassars i les estepes semiàrides.

## Descripció
Aquesta espècie té l'aspecte d'un petit cangur i la mida d'un conill. Té el pelatge de color marró per la part de l'esquena i la part superior del cap i la cua, mentre que la part inferior del cap, el ventre i les cares interiors és blanquinós. Té unes orelles llargues i dretes. Les potes del davant són molt curtes, mentre que les del darrere són llargues i estan molt desenvolupades. Es mou donant salts de fins a 2 metres i té una cua llarga, amb pèls negres per la part superior, que li proporciona equilibri. Pot seure sobre les potes del darrere com un esquirol.

## Comportament
Es tracta d'un animal predominantment nocturn, que roman durant el dia en un sistema extens de caus. La seva dieta està formada per les parts verdes de plantes, arrels i altres materials vegetals, i ocasionalment d'insectes.